# Санфлауер (Мисисипи)
Санфлауер (енгл. Sunflower) град је у америчкој савезној држави Мисисипи.

## Демографија
По попису из 2010. године број становника је 1.159, што је 463 (66,5%) становника више него 2000. године.
| Група             | 2000.       | 2010.         |
| Белци             | 193 (27,7%) | 139 (12,0%)   |
| Афроамериканци    | 496 (71,3%) | 1.014 (87,5%) |
| Азијати           | 3 (0,4%)    | 0 (0,0%)      |
| Хиспаноамериканци | 1 (0,1%)    | 18 (1,6%)     |
| Укупно            | 696         | 1.159         |